# Varjoina Kuljemme Kuolleiden Maassa
Albums de Moonsorrow
Tulimyrsky Jumalten aika
Varjoina Kuljemme Kuolleiden Maassa (Telles des ombres nous errons dans le pays des Morts) est le sixième album du groupe de pagan metal finlandais Moonsorrow. L'album est sorti le 21 février 2011 au Royaume-Uni et le 28 février pour le reste du monde, sous le label Spinefarm Records.

## Liste des morceaux
1. Tähdetön
2. Hävitetty
3. Muinaiset
4. Nälkä, väsymys ja epätoivo
5. Huuto
6. Kuolleille
7. Kuolleiden maa

## Musiciens
- Ville Sorvali : chant, basse
- Henri Sorvali : guitare, clavier
- Mitja Harvilahti : guitare
- Markus Eurén : clavier
- Marko Tarvonen : batterie